# Buttree Puedpong
Buttree Puedpong, taj. บุตรี เผือดผ่อง (ur. 16 października 1990) – tajska zawodniczka taekwondo, wicemistrzyni olimpijska, brązowa medalistka mistrzostw świata.
Srebrna medalistka igrzysk olimpijskich w Pekinie w 2008 roku w kategorii do 49 kg. 
Jest brązową medalistką mistrzostw świata z 2009 roku.